# Mokronos Górny
Mokronos Górny (niem. Oberhof) – wieś sołecka w Polsce położona w województwie dolnośląskim, w powiecie wrocławskim, w gminie Kąty Wrocławskie.
W latach 1975–1998 miejscowość administracyjnie należała do województwa wrocławskiego. Wieś intensywnie się rozbudowywała na przełomie pierwszego i drugiego dziesięciolecia XXI wieku. Od 1 stycznia 2008 do 31 grudnia 2019 liczba mieszkańców wsi wzrosła z 291 do 618.
Obręb geodezyjny Mokronos Górny zajmuje 380,76 ha. Ponad 90% użytków rolnych stanowią gleby dobre. 1,4% populacji (4 osoby) tego obrębu zajmuje się rolnictwem.

## Nazwa
W spisanym po łacinie dokumencie średniowiecznym wydanym we Wrocławiu dnia 26 lutego 1253 roku, który sygnował książę śląski Henryk III Biały miejscowość wymieniona jest pod nazwą Mocronoz.

## Edukacja
Placówki edukacyjne na terenie wsi:
- Niepubliczne przedszkole Międzynarodowa Akademia Montessori w Mokronosie Górnym[10]
- Niepubliczna Szkoła Międzynarodowa Akademia Montessori w Mokronosie Górnym[10]

## Transport
Na terenie miejscowości znajduje się przystanek kolejowy Mokronos Górny.